# Lasius myops
Lasius myops är en myrart som beskrevs av Auguste-Henri Forel 1894. Lasius myops ingår i släktet Lasius och familjen myror. Inga underarter finns listade i Catalogue of Life.